# Wereldkampioenschappen baanwielrennen 1979
De wereldkampioenschappen baanwielrennen 1979 vonden plaats van 29 augustus tot en met 2 september in het Olympisch Stadion te Amsterdam. In totaal vonden er twaalf onderdelen plaats; twee bij de vrouwen en tien bij de mannen. Bij de mannen waren zeven onderdelen voor amateurs en de andere drie voor profs toegankelijk. Gastland Nederland won negen medailles en hiermee ook het medailleklassement.

## Uitslagen

### Mannen profs
| Onderdeel     | Goud                                | Zilver                                                 | Brons                             |
| ------------- | ----------------------------------- | ------------------------------------------------------ | --------------------------------- |
| Achtervolging | Bert Oosterbosch                    | Francesco Moser                                        | Herman Ponsteen                   |
| Sprint        | Koichi Nakano                       | Dieter Berkmann                                        | Michel Vaarten                    |
| Stayeren      | Nederland Martin Venix Norbert Koch | Bondsrepubliek Duitsland Wilfried Peffgen Dieter Durst | Nederland Cees Stam Bruno Walrave |

### Mannen amateurs
| Onderdeel            | Goud                                                    | Zilver                                                                        | Brons                                                                          |
| -------------------- | ------------------------------------------------------- | ----------------------------------------------------------------------------- | ------------------------------------------------------------------------------ |
| 1 kilometer          | Lothar Thoms                                            | Gordon Singleton                                                              | Eduard Rapp                                                                    |
| Achtervolging        | Nikolaij Makarov                                        | Maurizio Bidinost                                                             | Alain Bondue                                                                   |
| Ploegenachtervolging | Axel Grosser Lutz Haueisen Gerald Mortag Volker Winkler | Sovjet-Unie Vassilij Jehrlich Viktor Manakov Vladimir Osokin Vitalij Petrakov | Italië Maurizio Bidinost Pierangelo Bincoletto Sandro Callari Silvestro Milani |
| Puntenkoers          | Igor Sláma                                              | Pierangelo Bincoletto                                                         | Urs Freuler                                                                    |
| Sprint               | Lutz Heßlich                                            | Emanuel Raasch                                                                | Christian Dresscher                                                            |
| Stayeren             | Matheus Pronk Norbert Koch                              | België Guido Van Meel Paul Depaepe                                            | Nederland Gaby Minneboo Bruno Walrave                                          |
| Tandem               | Frankrijk Yavé Cahard Franck Depine                     | Dieter Giebken Fredy Schmidtke                                                | Tsjecho-Slowakije Vladimir Vackar Miroslav Vymazal                             |

### Vrouwen
| Onderdeel     | Goud                   | Zilver              | Brons           |
| ------------- | ---------------------- | ------------------- | --------------- |
| Achtervolging | Keetie van Oosten-Hage | Anne Riemersma      | Luigina Bissoli |
| Sprint        | Galina Tsareva         | Truus van der Plaat | Sue Novara      |

## Medaillespiegel
| Plaats | Land                           | Goud | Zilver | Brons | Totaal |
| 1      | Nederland                      | 4    | 2      | 3     | 9      |
| 2      | Duitse Democratische Republiek | 3    | 1      | 1     | 5      |
| 3      | Sovjet-Unie                    | 2    | 1      | 1     | 4      |
| 4      | Tsjecho-Slowakije              | 1    | 0      | 1     | 2      |
| 4      | Frankrijk                      | 1    | 0      | 1     | 2      |
| 6      | Japan                          | 1    | 0      | 0     | 1      |
| 7      | Italië                         | 0    | 3      | 2     | 5      |
| 8      | Bondsrepubliek Duitsland       | 0    | 3      | 0     | 3      |
| 9      | België                         | 0    | 1      | 1     | 2      |
| 10     | Canada                         | 0    | 1      | 0     | 1      |
| 11     | Zwitserland                    | 0    | 0      | 1     | 1      |
| 11     | Verenigde Staten               | 0    | 0      | 1     | 1      |
| Totaal | Totaal                         | 12   | 12     | 12    | 36     |